# Muzeum moderního umění Andyho Warhola
Muzeum moderního umění Andyho Warhola (slovensky Múzeum moderného umenia Andyho Warhola) je muzeum v Medzilaborcích založené 1. září 1991 z iniciativy Johna Warholy, Dr. Michala Bycka, PhD., F. Hughese, V. Protivňáka, Společnosti Andyho Warhola a The Andy Warhol Foundation for the Visual Arts New York, v zřizovatelské působnosti Ministerstva kultury Slovenské republiky. Od roku 2001 je zřizovatelem Prešovský samosprávný kraj.

## Expozice
Expoziční část muzea je rozdělena do tří částí. První expoziční část představují díla Paula Warholy a jeho syna Jamese. Paul je výtvarník – amatér a jeho syn James je profesionálním výtvarníkem a věnuje se knižním ilustracím pro děti.
Druhá část sestává z cenných autentických materiálů o původu Andyho Warhola, listin a rekvizit, které svědčí o rusínském původu umělce, jehož rodiče se narodili v Mikové u Medzilaborců. Mezi nejcennější artefakty v této expozici patří autentická košilka, v níž byly křtěni synové Julie a Andreje Warholových – Paul, John a Andy.

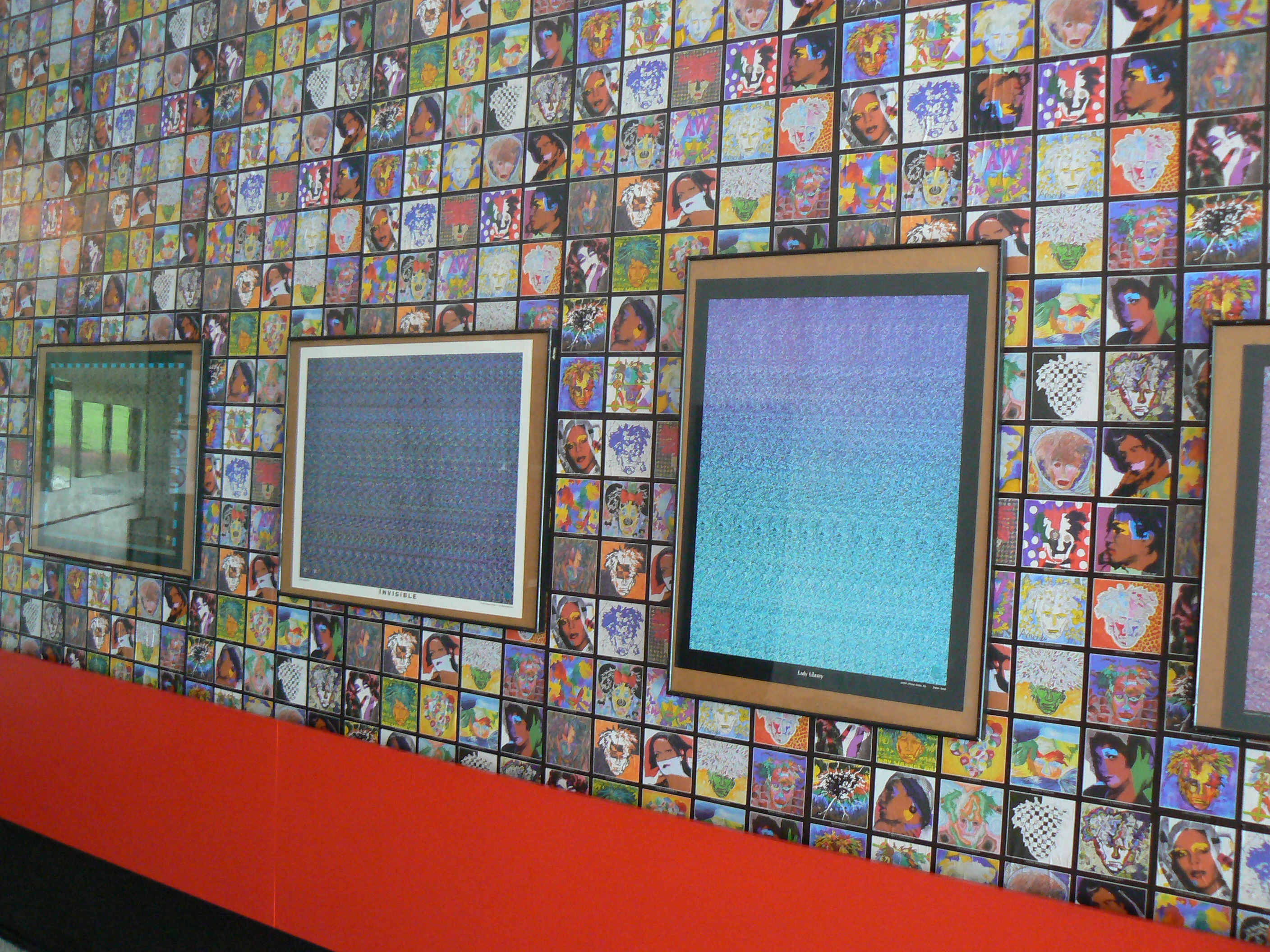
Muzeum moderního umění Andyho Warhola

Třetí největší expoziční část reprezentují díla Andyho Warhola. Sestává z děl zapůjčených muzeu nadací The Andy Warhol Foundation for the Visual Arts New York, ze sbírek soukromých sběratelů a z děl, které jsou majetkem muzea. V expozici jsou zastoupeny všechny tvůrčí období umělce. Většina děl jsou serigrafie. Mezi nejvýznamnější patří 10 nejznámějších Židů 20. století, Ladies and Gentlemen z roku 1975, Lillian Carter (1977), Kimiko (1981), jakož i portréty Ingrid Bergmanové (1983), Mildred Scheel (1980), Svaté Apollonie (1984), Teddyho Roosevelta (1986), H. Ch. Andersena (1987), aneb lidra skupiny Rolling Stones Micka Jaggera (1975) a dalších. K tématu komunistické symboliky patří serigrafie Srp a kladivo (1976) a Červený Lenin (1987). Muzeum moderního umění Andyho Warhola má v trvalé expozici 160 děl a artefaktů umělce.

## Film
V roce 2001 natočil režisér Stanisław Mucha v německé produkci dokumentární film s názvem Absolut Warhola, který ukazuje život v obci Miková, rodišti rodičů Andyho Warhola, rodinných příbuzných a přibližuje život v tomto regionu. Významnou část dokumentu tvoří prezentace muzea moderního umění Andyho Warhola v Medzilaborcích, ve kterém lze vidět některé z umělcových děl.